# Alojzy Senkowski
Alojzy Senkowski (ur. 25 lutego 1882, zm. 3 listopada 1958) – doktor prawa, podpułkownik piechoty Wojska Polskiego.

## Życiorys
Był oficerem rezerwy piechoty c. i k. Armii. Jego oddziałem macierzystym był Pułk Piechoty Nr 56 w Krakowie. W latach 1912–1913 wziął udział w mobilizacji sił zbrojnych Monarchii Austro-Węgierskiej, wprowadzonej w związku z wojną na Bałkanach. W czasie służby w rezerwie i podczas I wojny światowej awansował na kolejne stopnie: kadeta (1 stycznia 1907 roku), podporucznika (1 stycznia 1912 roku) i porucznika (1 lipca 1915 roku).
Od kwietnia 1919 roku kierował pracami Inspektoratu Żandarmerii Polowej przy Dowództwie Grupy Operacyjnej gen. Stanisława Szeptyckiego. 30 lipca 1920 roku został zatwierdzony z dniem 1 kwietnia 1920 roku w stopniu majora, w Korpusie Żandarmerii, w grupie oficerów byłej armii austro-węgierskiej. Pełnił wówczas służbę na stanowisku oficera sztabowego przy Żandarmerii Polowej. W marcu 1922 roku został wyznaczony na stanowisko zastępcy dowódcy 1 dywizjonu żandarmerii w Warszawie. 3 maja tego roku został zweryfikowany w stopniu majora ze starszeństwem z dniem 1 czerwca 1919 roku i 2. lokatą w korpusie oficerów żandarmerii. W następnych latach był komendantem kadry szwadronu zapasowego 1 dywizjonu żandarmerii. W maju 1925 miał być przeniesiony do 5 dywizjonu żandarmerii w Krakowie na stanowisko zastępcy dowódcy dywizjonu, ale zarządzenie w tej sprawie zostało anulowane. Pozostał w 1 dyonie na stanowisku komendanta kadry szwadronu zapasowego.
W czasie zamachu stanu opowiedział się po stronie rządu Wincentego Witosa, lecz jednocześnie nie wykonał rozkazu ministra spraw wojskowych generała Juliusza Malczewskiego dotyczącego aresztowania oficerów przebywających na terenie Dworca Wschodniego. 12 maja o godz. 17.00 samowolnie opuścił miejsce pełnionej służby i ukrywał się na terenie Warszawy w ubraniu cywilnym. Od 14 do 20 maja był internowany na Cytadeli. Wdrożono przeciwko niemu postępowanie prokuratorskie za niewykonanie rozkazu, niewłaściwe zachowanie wobec aresztowanych (między innymi miał znieważyć pułkownika Erwina Więckowskiego), opuszczenie służby oraz stworzenie fermentu wśród oficerów 1 dywizjonu żandarmerii. 20 maja pułkownik Władysław Jaxa-Rożen wnioskował o przeniesienie go z korpusu oficerów żandarmerii.
W styczniu 1927 roku został przeniesiony służbowo do Powiatowej Komendy Uzupełnień Warszawa Miasto II na okres sześciu miesięcy. W lipcu 1927 roku został przydzielony do Powiatowej Komendy Uzupełnień Tarnowskie Góry na stanowisko komendanta. W październiku tego roku został przeniesiony do korpusu oficerów piechoty z równoczesnym przydziałem do kadry oficerów piechoty i pozostawieniem na zajmowanym stanowisku. W marcu 1928 roku został przydzielony do Powiatowej Komendy Uzupełnień Kowel na stanowisko komendanta. 31 grudnia 1928 roku został przeniesiony stan spoczynku.
W 1934 roku pozostawał w ewidencji Powiatowej Komendy Uzupełnień Bielsko na Śląsku. Posiadał przydział do Oficerskiej Kadry Okręgowej Nr V. Był wówczas „w dyspozycji dowódcy OK V”.
Zmarł 3 listopada 1958 roku. Został pochowany na cmentarzu komunalnym w Brzeszczach.

## Ordery i odznaczenia
- Krzyż Komandorski Orderu Korony Rumunii[22]
- Brązowy Medal Zasługi Wojskowej z mieczami na wstążce Krzyża Zasługi Wojskowej
- Krzyż Wojskowy Karola
- Krzyż Pamiątkowy Mobilizacji 1912–1913